# Mizpa
Mizpa (hebr. מצפה, Wachtturm, altgriechisch Μασσηφα / Μασσηφαθ / Μασφα / Μασφε) ist der Name einer antiken Stadt, die vielfach mit dem Tell en-Naṣbe 12 km nordwestlich Jerusalems unweit Ramallah identifiziert wird.

## Biblische Zeugnisse
Eine erste Erwähnung erfährt Mizpa im Buch Josua. Nach Kapitel 15 gehört es zum Gebiet des Stammes Juda, nach Kapitel 18 zu Benjamin. Im biblischen Geschichtsbild des vorstaatlichen Israel spielt Mizpa eine größere Rolle. So versammeln sich dort die Israeliten (Richter 20f. ), um Maßnahmen gegen den Stamm Benjamin zu beschließen. Nach 1 Sam 7 ist Mizpa ein Versammlungsort und Ausgangspunkt eines erfolgreichen Kampfes gegen die Philister. Schließlich wird Saul in Mizpa zum König gesalbt (1 Sam 10,17 ).
König Asa von Juda soll die Stadt in der 1. Hälfte des 9. Jahrhunderts v. Chr. als Grenzfestung gegen Israel befestigt haben (1 Kön 15,22 ). Politische Bedeutung errang Mizpa, als der von den Babyloniern eingesetzte Statthalter Gedalja nach der Eroberung Judas durch Nebukadnezar II. 587 v. Chr. seinen Sitz nach Mizpa legte, vermutlich weil das unter Asa stark befestigte Mizpa einen guten Ersatz für das zerstörte Jerusalem bot. Es wurde zum Zentrum der daheim Gebliebenen. Nach kurzer Zeit wurde Gedalja von Mitgliedern der königlichen Dynastie ermordet (Jer 40 ) und (2 Kön 25 ). Wie archäologische Untersuchungen ergaben, wurde Mizpa nicht zerstört und war auch in der Exilszeit gut besiedelt. Auch unter den Persern bildete es ein Zentrum der Provinz Jehud (Neh 3,15 ), während Jerusalem und Umgebung fast vollständig entvölkert war.

## Archäologie
Unter der Leitung von W. F. Badè wurde Tell-en-Nasbeh in fünf Kampagnen (1926, 1927, 1930, 1932 und 1935) zu etwa 3/8 ausgegraben. Da große Teile des Tells von starker Erosion betroffen waren, haben viele der Ausgrabungsergebnisse nur beschränkte Aussagekraft.
Die ältesten Siedlungsspuren stammen aus dem späten Chalkolithikum um 3000 v. Chr. Keramik und einige Fundstücke aus Gräbern wie z. B. Perlenketten lassen sich der Frühen Bronzezeit zuordnen. Vom Ende der Frühen Bronzezeit bis zum Beginn der Eisenzeit I war der Tell offenbar unbewohnt. Für die Besiedlungslücke ist bislang jedoch keine eindeutige Erklärung gefunden.
In der Eisenzeit I wurde der Tell erneut besiedelt, wie sich aus Funden von philistäischer Keramik ableiten lässt. In dieser Zeit wurden offenbar auch einige Höhlen – als Zisternen oder Silos – gegraben. Überreste einer Weinpresse werden ebenfalls in diese Zeit datiert. In der Eisenzeit II blieb die Stadt von Zerstörungen verschont und ein relativ stabiler Stadtgrundriss, wie er auch aus anderen israelitischen Siedlungen bekannt ist, entwickelte sich: eine äußere Mauer mit daran angeschlossenen Gebäuden, eine Straße und ein innerer Gebäudering. Aus der Eisenzeit II stammen auch eine Stadtmauer von 660 Metern Länge (vollständig ausgegraben) mit elf Türmen und einem Torkomplex, zwei Türme außerhalb der Mauern, Vorratsbunker und Gräber. Zu den Kleinfunden zählen beschriftete Ostraka, Gewichte sowie Roll- und Stempelsiegel. Eines davon trägt die Aufschrift „dem Ja'asanjahu (zugehörig), Diener des Königs“ und wird häufig mit einer gleichnamigen Person aus 2 Kön 25,23  in Verbindung gebracht. Aus dem Alltagsleben fanden sich Schminkstifte, Fibeln, Anstecknadeln, Ohrringe, Fußkettchen usw. Sogenannte weibliche Pfeilerfigurinen geben Auskunft über die religiösen Vorstellungen der Menschen.
Aus babylonischer Zeit stammen einige Häuser des Vier-Raum-Typs, die sich qualitativ von anderen Häusern abheben. Am Nordrand des Tells befindet sich ein Gebäude, welches deutlich größer als ein Privathaus angelegt ist. Möglicherweise ist dieses Gebäude der Sitz eines Statthalters gewesen. Zahlreiche andere Gebäude überbauen den alten Stadtplan aus der Eisenzeit II. Auffällig ist ein Bronzereif mit einer Weihinschrift in einer vermutlich neobabylonischen Schrifttype sowie das gehäufte Auftreten von Siegelabdrücken mit der Aufschrift מצה. Vermutlich bezieht sich das auf die Siedlung Moza bei Jerusalem, die landwirtschaftliche Produkte nach Mizpa lieferte.
Auch in persischer Zeit war der Tell noch besiedelt. Darauf deuten Siegelabdrücke mit der Aufschrift jehud. Es fanden sich auch Münzen aus ptolemäischer, seleukidischer, hasmonäischer, römischer und byzantinischer Zeit. Wohl in dieser Zeit endet die Besiedlung des Tells.
Die Funde befinden sich heute größtenteils im Badè Museum of Biblical Archaeology der Pacific School of Religion in Berkeley in Kalifornien.